# Christian Dior
Christian Dior (21. ledna 1905 Granville, Francie – 24. října 1957 Montecatini, Itálie) byl jedním z nejvlivnějších francouzských i světových módních návrhářů.

## Život a dílo
Narodil se v Normandii, ve městě Granville, do rodiny obchodníka s hnojivy. Později studoval mezinárodní vztahy a diplomacii, ale po škole se začal živit jako galerista. Až v roce 1946 Christian Dior s pomocí textilního magnáta Marcela BOUSSAC založil v Paříži svůj módní dům. Za 12 let se mu podařilo rozšířit své podnikatelské aktivity do dalších 15 zemí a zaměstnat více než 2 000 lidí.
Dior je především známý pro svůj „New Look“, který uvedl v roce 1947. Ve svých módních kreacích zdůrazňoval ženskost. Jeho šaty měly úzká ramena, zúžený pas, zdůrazněná prsa a dlouhou, širokou sukni. New Look znamenal revoluci v dámském odívání a opět udělal z Paříže centrum světové módy. Značka Christian Dior se stala synonymem pro klasickou eleganci, nastiňující ženskost a krásu. V roce 1953 byl u Diora zaměstnaný mladý Francouz Yves Saint-Laurent jako jeho asistent.
Diorův život byl poznamenán hektickým životním stylem, neustálými hádkami a konflikty s jeho rodinou pro jeho homosexualitu. Špatné vztahy měl zejména se svým bratrem Raymondem, který ho již v dětství tyranizoval zavíráním do tmavého sklepa. Christian měl v oblibě svou neteř, Raymondovu dceru Françoise. Z té se však stala nadšená přívrženkyně nacismu a obviňovala Diorovy židovské manažery ze spiknutí proti jejímu strýci. Podle francouzského dědického práva měl po Diorově smrti (protože neměl děti ani žijící rodiče) jeho majetek dědit jeho bratr, ale po hádkách s Raymondem i Françoise se Dior rozhodl svou rodinu vydědit.
Christian Dior zemřel na dovolené v Itálii, v dvaapadesáti letech na srdeční selhání. Po jeho smrti se Yves Saint Laurent stal uměleckým ředitelem jeho módního domu a zachránil ho před krachem.

## Společnosti a značky
Jméno Christiana Diora nese i jedna z největších společností vyrábějících módní oblečení – Christian Dior S. A. Společnost vlastní divizi Christian Dior Couture, která vyrábí jedny z nejžádanějších produktů haute couture, ale i konfekci (prêt-à-porter), doplňky, kosmetiku a parfémy. Součástí společnosti je i divize Dior Homme vyrábějící pánskou konfekci.
Christian Dior SA provozuje celkem 160 butiků po celém světě, a v blízké budoucnosti plánuje otevřít další. Mimo jiné je držitelem 42,5% podílu ve společnosti LVMH, která je považována za giganta v oblasti luxusních výrobků. Sídlo společnosti je v Paříži.

## Svět vůní Christian Dior
Christian Dior se zapsal do srdcí lidí svou výjimečností, citem pro módu a také vůněmi. Jeho první vůni inspirovala první módní kolekce, která vznikla v roce 1947, při níž jej inspirovaly jeho milované květiny. Úspěch této kolekce předurčil vznik první vůně – Miss Dior. Diorovým přáním bylo vytvořit vůni, která by voněla láskou, ale nevěděl, jak by ji pojmenoval. Inspirací se mu stala jeho sestra, která za ním přišla do nově otevřeného salonu a tehdy Mitza Bricardová vykřikla: „Podívejte, tam přichází Miss Dior! Miss Dior! Tak se bude jmenovat první parfém!“
Další vůní, v pořadí druhou, byla vůně Diorama, která vznikla o dva roky později a pro značku Dior ji vytvořil Edmond Roudnitska. Převrat ve světě vůní nastal v roce 1953, kdy Edmond Roudnitska vytvořil pro Diora opět novou vůni – Eau de Cologne Fraiche, která byla první unisex vůní v dějinách.
Snem Diora byla vůně, která by byla založena na vůni konvalinek. Tak se i stalo, a novou vůní Diora se stala Diorissimo.
60. léta přinesla poprvé kompletní péči pro pány – Eau Sauvage, která obsahovala kromě parfému i vodu před a po holení, pudr, balzám a mýdlo.
Roku 1972 vznikla nová květinová vůně Diorella.
Koncem 80. let Dior objevil kouzlo orientální vůně Dioressence, která byla určena pro smyslné, podmanivé ženy. V roce 1980 představil Dior druhou pánskou vůni Jules.
Rok 1985 – společnost se rozhodla o inovaci – nový flakon, nové jméno – a tak vznikla vůně Poison. Úspěch Poisonu byl globální a tak pokračování na sebe nenechalo dlouho čekat – k Poisonu přibyly Tendre Poison, Hypnotic Poison, Pure Poison a Midnight Poison. Ambice se projevily brzy, a tak se v roce 1988 zrodila další pánská vůně – Fahrenheit. V roce 1991 přišla na trh nová vůně pro ženy Dune, která v sobě ukrývala harmonii s přírodou, květinovou a mořskou kompozici.
Konec dvacátého století znamenal návrat k původním hodnotám, a v tomto období se představila nová vůně, asi ta nejznámější – J'adore. Dalším projektem při kolekci rtěnek Dior Addict se stala vůně Dior Addict. V Queen of the Night, která následovala po Dior Addict, se spojuje jamajský květ s kaktusy, doplněné o jemnou vanilku. Tato kompozice propůjčila parfému jedinečnost.
Výročí narození Christiana Diora se stala vhodnou příležitostí ke znovuzrození Miss Dior s novým názvem Miss Dior Chérie.